# Pariyawatri
Pariyawatri est le père d'Ishputahshu, roi du royaume indépendant du Kizzuwatna. Son existence est attestée par un sceau trouvé à Tarse sur lequel était gravé "Ishputahshu, grand roi, fils de Pariyawatri". Ishputahshu était roi vers -1650 ou -1560, mais on ne sait pas s'il fut le premier roi du Kizzuwatna ou s'il a hérité le trône de son père. Il est possible que Pariyawatri ait lui-même eu un prédécesseur du nom de Palliya ou Pilliya, mais si c'est le cas il n'en demeure que peu d'indices.